# 詹姆斯·朗斯特里特
詹姆斯·隆史崔特（James Longstreet，1821年1月8日—1904年1月2日），是南北戰爭期間的邦聯將軍，與石牆傑克森一樣是邦聯軍隊的重要人物。邦聯代表人物羅伯特李將軍曾說：隆史崔特是他的老戰馬。

## 生平

### 戰前
1821年1月8日，隆史崔特生於南卡羅萊納州的埃奇菲爾德縣。但童年生活於在奧古斯塔。父親去世後隨母親遷至阿拉巴馬的Somerville。
其後隆史崔特就讀於西點軍校，畢業後參與了美墨戰爭，於夏布爾特佩克之役中負傷。

### 戰時
1861年內戰之始，隆史崔特加入邦聯國之軍隊。很快就嶄露頭角，6月成為准將，10月晉升為少將，次年7月成為第一軍的軍長。
隆史崔特參與了第一次牛奔河之役、半島會戰、約克鎮之役、威廉斯堡之役、七松坡之役、南山之役、安提坦戰役和弗雷德里克斯堡之役。其後，當石牆傑克森於錢斯勒斯維爾之役進行內戰中最大型的搬師行動時，隆史崔特正駐守維吉尼亞州的南部。
在蓋茨堡之役前，隆史崔特極力反對李將軍全力攻擊經過蓋茨堡的北軍，但李將軍不予理會。後來，A.P.希爾的部隊打退了北方的騎兵，佔據蓋茨堡以北的地區，更激勵李將軍一意孤行。結果，第二天和第三天的攻勢被北軍打退，隆史崔特麾下的喬治·皮克特准將的部隊可說是全軍覆沒。
同時間，西部的維克斯堡被北軍的格蘭特攻克，隆史崔特為了防止邦聯的西部失守，率領部分部隊加入田納西軍團，並於奇克莫加之役痛擊敵軍。
返回維吉尼亞州後，隆史崔特於莽原之役受重傷，但不久又回到前線，參與了彼得斯堡圍城戰。最後跟隨李將軍於阿波馬托克斯法院投降。

### 戰後
戰後，隆史崔特加入了共和黨，成了格蘭特總統的內閣，去過土耳其。正因如此，很多昔日的邦聯老兵都指責他。
1904年1月2日，隆史崔特死於喬治亞州的Gainsville。